# Blanquette de Limoux

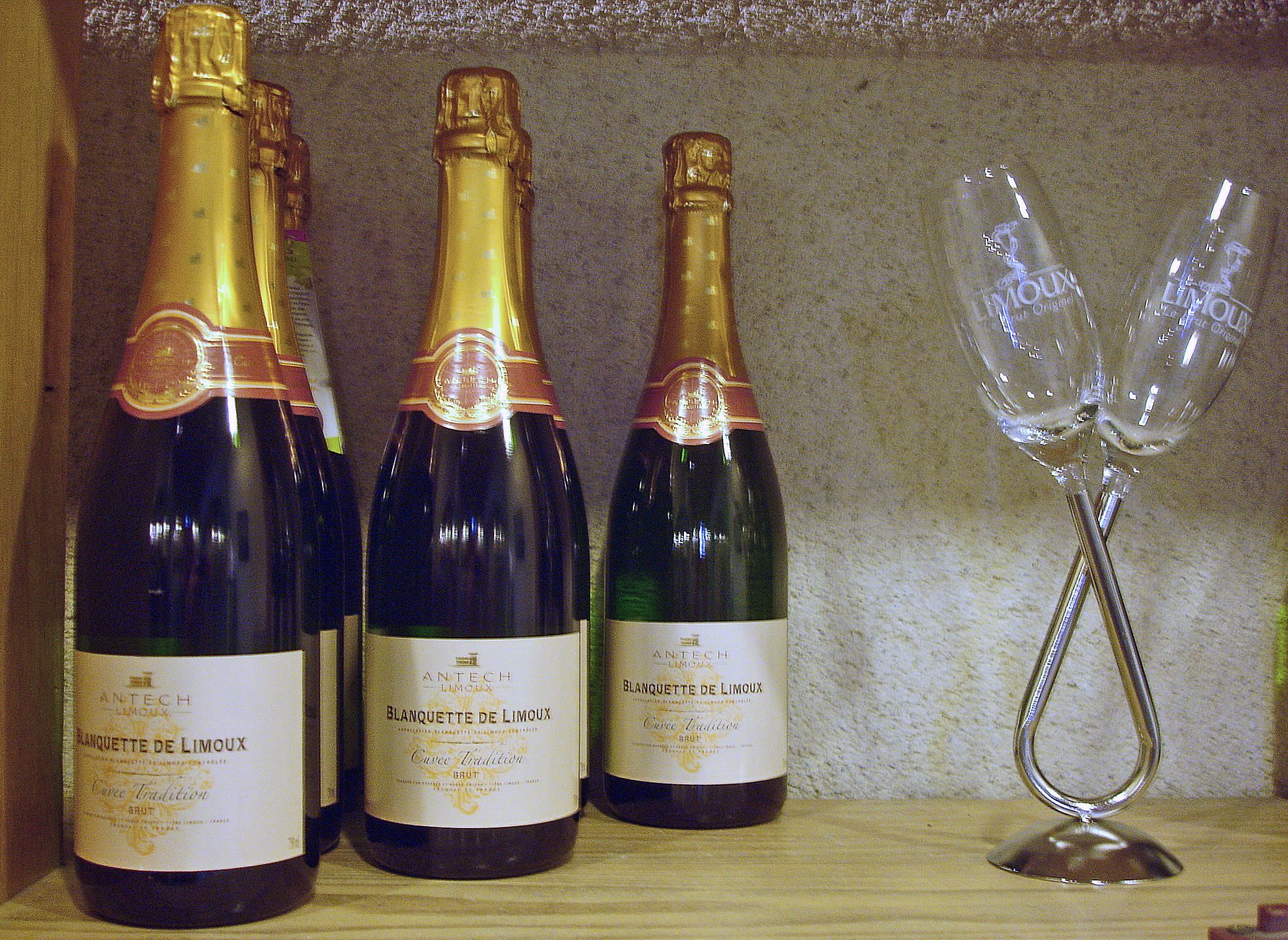
Några buteljer med blanquette de Limoux.

Blanquette de Limoux är ett mousserande vitt vin med skyddad ursprungsbeteckning, sedan 1938. Den härrör från Languedoc-Roussillon i södra Frankrike, runt kommunen Limoux 25 kilometer söder om Carcassonne.

## Historik
Enligt historiker är blanquette de Limoux världens första mousserande vin, som går så långt tillbaka som 1531. Vid den tiden producerade munkarna vid Benediktinklostret Saint-Hilaire nära Limoux vitt vin på ett annorlunda sätt; istället för på ekfat jästes vinet på glasflaskor som gav vinet naturliga bubblor. 

### Senare århundraden
I slutet av 1700-talet och det tidiga 1800-talet var blanquette de Limoux ett modevin i romantikens Paris. Mellan 1819 och 1826 beställde USA:s president Thomas Jefferson nära 600 flaskor blanquette de Limoux.
Sedan 1938 är vinet ursprungsklassat till Limoux-området i södra Frankrike. 1990 AOC-klassades områdets crémant de Limoux och regionens stilla vitvin, 2004 slutligen områdets röda vin.

## Odling och tillverkning

### Klimat och utbredning
Blanquette (som betyder ”den lilla vita” på lokala språket occitanska) utgör stöttepelaren för många vingårdar i Limoux-distriktet, och dess producenter önskar att behålla vinets originalitet och vidareutveckla dess kvalitet. Regionens omgivande kullar skyddar druvorna från de mest extrema klimatfaktorerna från Medelhavet och Atlanten, samtidigt som Limoux åtnjuter ett mikroklimat som är särskilt lämpligt för att skapa vita viner med hög kvalitet. 
Området för den skyddade ursprungsbeteckningen täcker 78 kvadratkilometer, varav drygt 14 kvadratkilometer innehåller vinfält. Detta breder ut sig över 41 sydfranska kommuner. Förutom blanquette de Limoux framställs här det likaledes mousserande vinet crémant de Limoux och det stilla vinet Limoux.

### Skörd och tillverkning
De vinstockar som klassificeras enligt appellationen planteras alltid på toppen av söderslutningar, som ger bäst exponering och druvmognad. Jordmånen här är grund och mager, full av kalk och sten. Avkastningen är begränsad, och druvorna plockas för hand i avdelningar där druvorna är i ett idealiskt stadium av mognad (så kallad ”in situ”). Totalt produceras varje år cirka 40 000 hektoliter blanquette de Limoux.
Vinet anses färdigt efter nio månaders lagring i vinkällare. Det är ett lättvin, med en idealisk alkoholhalt på mellan 6 och 7 procent alkohol och lämpligen serverad vid ungefärligen samma temperatur. Mellan den första jäsningen och den andra jäsningen på flaska har då vinet ökat sin alkhoholhalt cirka 1 procent.

### Druvblandning
Blanquette framställs till allra största delen av mauzac-druvor. Dessutom ingår ofta en mindre del chardonnay och chenin. Reglementet stipulerar minst 90 procent mauzacdruvor i druvblandningen. En modernare variant av Blanquette är Crémant där chardonnay- och/eller chenin Blanc-druvorna används; i bägge fallen resulterar detta i en torr, krämig struktur, ett fylligt vin med fruktig ren smak och en lång full finish. För många är Blanquette oändligt mycket bättre än dess kusin i norr.